# Kia KX7
Kia KX7 — среднеразмерный кроссовер корейского производителя автомобилей Kia Motors, серийно производившийся с 2016 по 2021 год.

## Описание

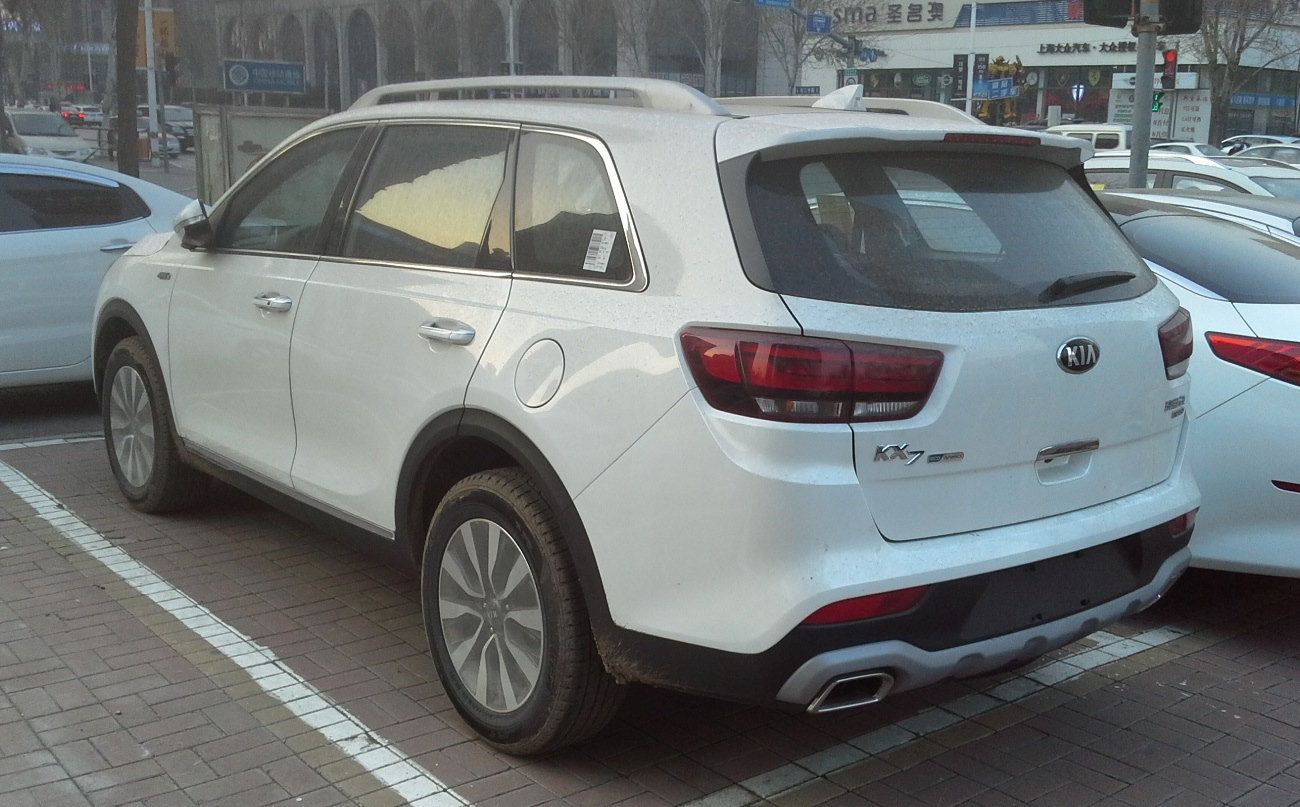
Kia KX7

Модель Kia KX7 впервые была представлена в 2016 году в Гуанчжоу. Продажи начались 16 марта 2017 года.
Модель базирована на шасси Kia Sorento.
Из-за проблем с продажами производство Kia KX7 было завершено в 2021 году.